# Acanthagrion williamsoni
Acanthagrion williamsoni – gatunek ważki z rodziny łątkowatych (Coenagrionidae). Występuje  w  Ameryce Południowej.